# Flugabwehrraketengruppe 22

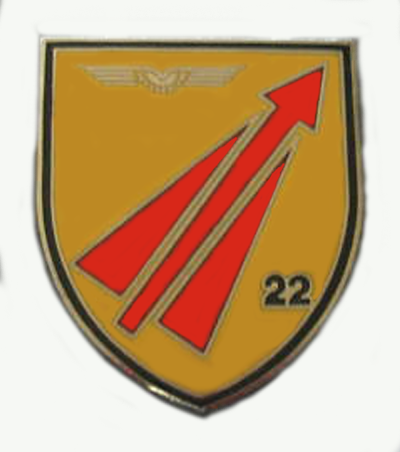
Verbandswappen

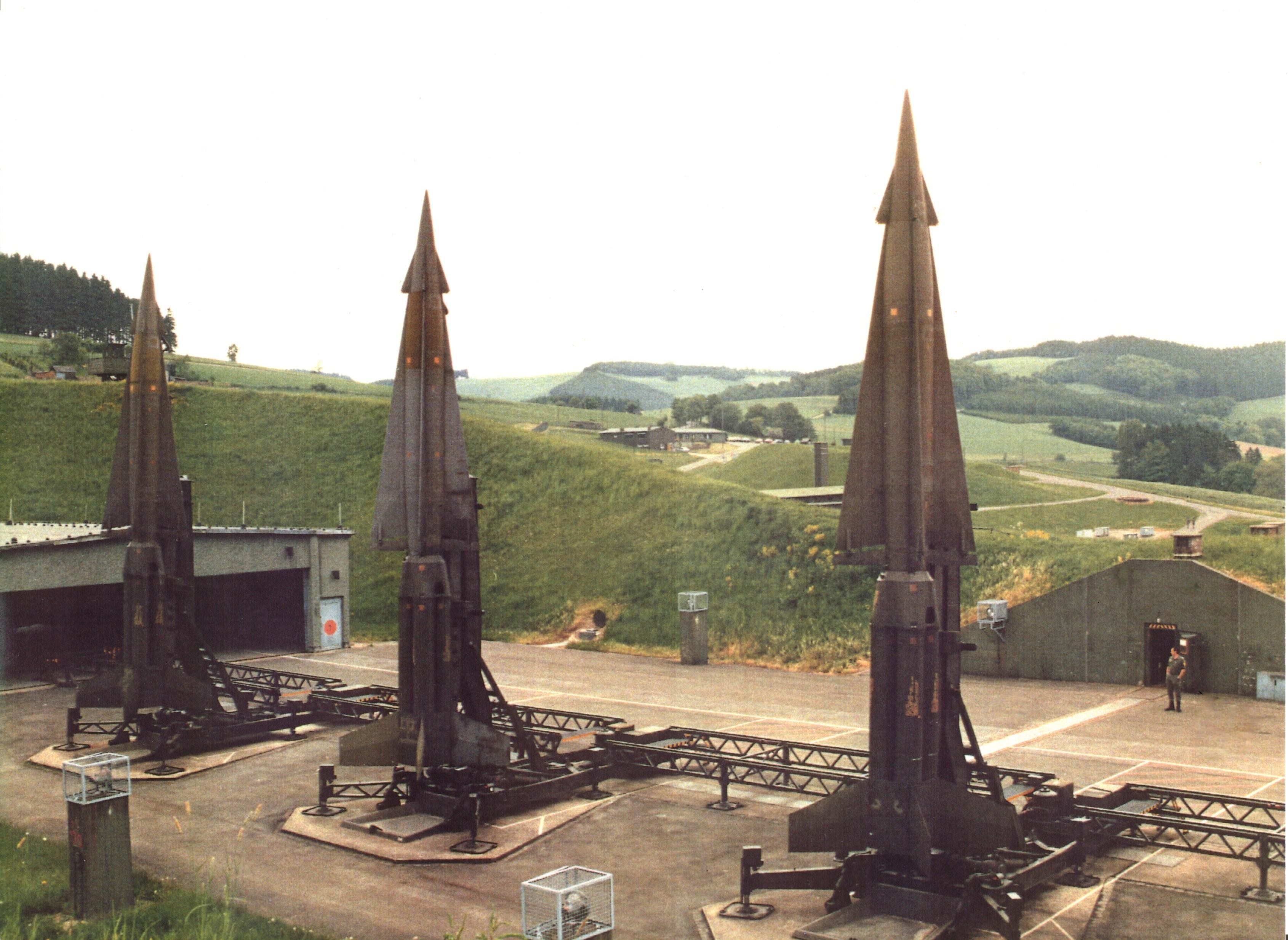
Drei aufgerichtete Nike Hercules Raketen im Abschussbereich der 1. Batterie des Flugabwehrraketenbataillons 22 (Aufnahmejahr 1980)

Die Flugabwehrraketengruppe 22 (FlaRakGrp 22) am Fliegerhorst Penzing war von 1960 bis 1988 eine Flugabwehrraketengruppe der deutschen Luftwaffe. Sie war dem Flugabwehrraketengeschwader 5 in Manching unterstellt. Die zuletzt vier Kampfstaffeln betrieben das bodengestützte Langstrecken-Flugabwehrraketensystem MIM-104 Patriot, das zur Abwehr von Flugzeugen, Marschflugkörpern und taktischen ballistischen Mittelstreckenraketen eingesetzt werden kann. 

## Flugabwehrraketenbataillon 22
Am 1. April 1960 wurde das Flugabwehrraketenbataillon 22 in Wahn (Fliegerhorst) aufgestellt. Gleichzeitig wurde das II./FlaVsuRgt, 5. Bttr Wahn/Rhld. — Vorauspersonal FlaRakBtl 22 — aufgelöst. Am 20. Dezember 1960 verlegte der Verband die 2. und 3. Batterie in die Stellung Lager-Stegskopf (Truppenübungsplatz Daaden) und wurde dem Flugabwehrregiment 13 unterstellt. Im Oktober 1967 wird die Versorgungsbatterie aufgestellt. Ab 1968 wird das Bataillon dem Flugabwehrraketenregiment 2 unterstellt. Am 19. Februar 1969 erfolgte der Umzug in die neu erbaute Siegerland-Kaserne in Burbach (Lipper-Höhe), ausgerüstet mit dem atomar bestückbaren FlaRak-Waffensystem MIM-14 Nike Hercules. Am 30. September 1988 wurde das Flugabwehrraketenbataillon 22 in Burbach aufgelöst.
Dislozierung der Batterien des FlaRakBtl 22:
- Stab in Köln-Wahn, ab 1969 in Burbach
- 1. Batterie in der Nike-Feuerstellung Oedingen (ab August 1962)
- 2. Batterie mit Stellung Lager-Stegskopf (Truppenübungsplatz Daaden)
- 3. Batterie mit Stellung in Nutscheid bei Waldbröl (ab Mai 1963)
- 4. Batterie mit Stellung bei Marienheide (ab Juni 1963)

Kommandeure des FlaRakBtl 22
| Zeitraum  | Kommandeur                        |
| --------- | --------------------------------- |
| 1960–1962 | Oberstleutnant Frank Otto         |
| 1962–1966 | Oberstleutnant Georg Overkamp     |
| 1966–1968 | Oberstleutnant Horst Heyder       |
| 1968–1971 | Oberstleutnant Karl August Klaus  |
| 1971–1972 | Oberstleutnant Ullrich Nickel     |
| 1974–1978 | Oberstleutnant Erik von Lüder     |
| 1978–1980 | Oberstleutnant Peter Lahl         |
| 1980–1985 | Oberstleutnant Hans-Jochen Lüdeke |
| 1985–1987 | Oberstleutnant Erich Kiesenbauer  |
| 1987–1988 | Oberstleutnant Lutz Soor          |

## Flugabwehrraketengeschwader 22 und Flugabwehrraketengruppe 22

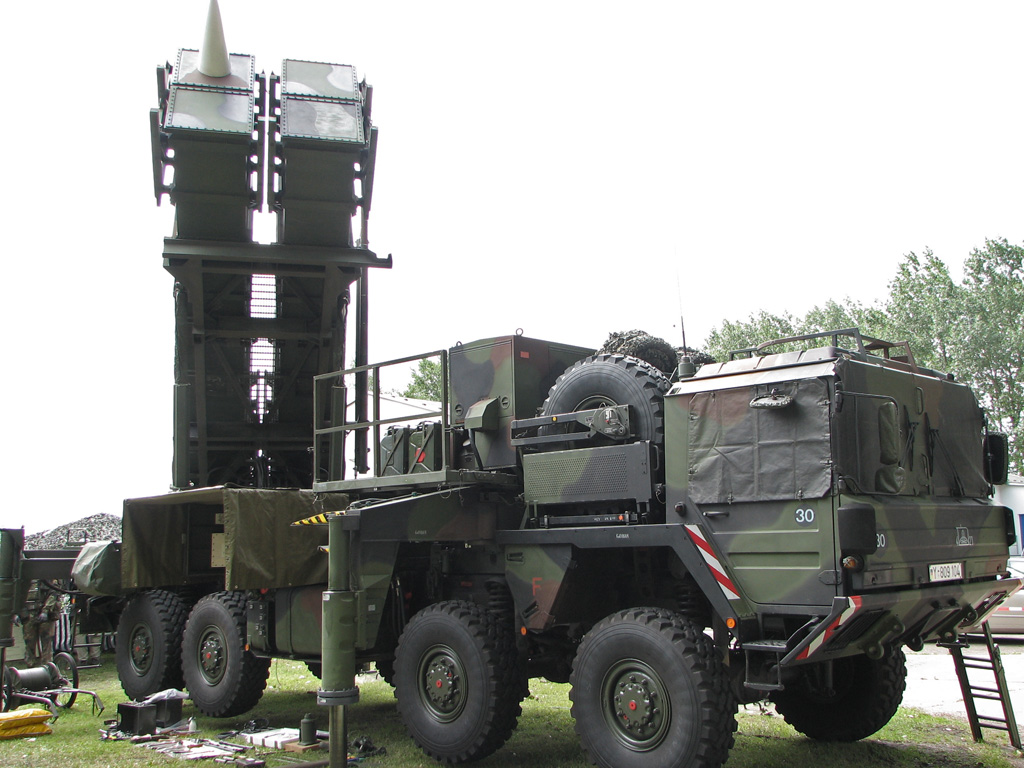
Deutsches PATRIOT-Startgerät auf der Hanse-Sail in Rostock

Aus dem Flugabwehrraketenbataillon 22 geht das am 1. Oktober 1988 neu aufgestellte Flugabwehrraketengeschwader 22 hervor und dem Flugabwehrraketenkommando 4 unterstellt. Ab Oktober 1989 wird Penzing neuer Standort des FlaRakG 22 und die Unterstellung beim Flugabwehrraketenkommando 6 (1993 umbenannt in Flugabwehrraketengeschwader 6).
Der Flugabwehrraketengruppe 22 waren sechs Staffeln unterstellt, von denen vier Kampfstaffeln das bodengestützte Langstrecken-Flugabwehrraketensystem MIM-104 Patriot betrieben. Des Weiteren waren eine Stabsstaffel und eine Versorgungsstaffel der Gruppe unterstellt. Daneben verfügte der Verband über Friedensausbildungsdoppelstellungen (FADS) Lechfeld Nord und Dornstetten, wo die Teile der Kampfstaffeln ihren Tagesdienst verrichteten.
Im April 1991 erhielt das Flugabwehrraketengeschwader 22 die erste Übernahme des Waffensystems MIM-104 Patriot. Am 1. Januar 1993 wurde der Verband umbenannt in Flugabwehrraketengruppe 22 (FlaRakGrp 22). 
Die 6. Staffel in Kaufbeuren wurde am 30. Juni 2002 aufgelöst. Am 1. Juli 2002 fand der Unterstellungswechsel vom aufgelösten Flugabwehrraketengeschwader 6 in Lenggries zum Flugabwehrraketengeschwader 5 in Erding statt. Seit 1. Januar 2003 gehört die Flugabwehrraketengruppe 22 zum Verband der High Readiness Forces. Die 5. Staffel in Kaufbeuren wurde am 30. Juni 2004 aufgelöst und der dortige Standort aufgegeben.
Anfang 2005 war die Umrüstung aller Patriot-Waffensysteme auf den neuesten Konfigurationsstand Config 3 abgeschlossen. Im Zeitraum vom 20. Juni bis 1. Juli 2005 fand die erste operationelle Überprüfung (OPEVAL) eines Patriot-Config-3-Verbandes durch die NATO statt, einschließlich der NATO-Response-Force-Zertifizierung.
Im Januar 2013 wurde die Flugabwehrraketengruppe 22 zusammen mit der Flugabwehrraketengruppe 23 und dem übergeordneten Flugabwehrraketengeschwader 5 aufgelöst.
Disloziert war das FlaRakG 22 wie folgt:
- Stabsstaffel in Penzing
- Versorgungsstaffel in Penzing
- 1. Staffel in Penzing
- 2. Staffel in Penzing
- 3. Staffel in Kleinaitingen nahe Lechfeld (Ulrich-Kaserne)
- 4. Staffel in Kleinaitingen nahe Lechfeld (Ulrich-Kaserne)
- 5. Staffel in Kaufbeuren (vorher Saarburgkaserne)
- 6. Staffel in Kaufbeuren

Kommandeure des FlaRakG 22 bzw. der FlaRakGrp 22
| Zeitraum  | Kommandeur                       |
| --------- | -------------------------------- |
| 1988–1989 | Oberst Lutz Soor                 |
| 1989–1992 | Oberst Hillrich von der Felsen   |
| 1992–1993 | Oberstleutnant Gerd Lachmann     |
| 1993–1996 | Oberstleutnant Jürgen Lorenz     |
| 1996–1999 | Oberstleutnant Klaus Habersetzer |
| 1999–2002 | Oberstleutnant Gernot Kopf       |
| 2002–2003 | Oberstleutnant Hubertus Olschowy |
| 2003–2005 | Oberstleutnant Jörg Apel         |
| 2005–2008 | Oberstleutnant Ingo Kresser      |
| 2008–2010 | Oberstleutnant Uwe Bergmann      |
| 2010–2012 | Oberstleutnant Stephan Pillmeier |